# Polsat Warsaw Open 2010
Warsaw Open 2010 — жіночий тенісний турнір, що проходив на відкритих кортах з ґрунтовим покриттям. Це був 14-й за ліком варшавський турнір. Належав до категорії Premier в рамках Туру WTA 2010. Відбувся в Legia Tennis Centre у Варшаві (Польща). Тривав з 17 до 23 травня 2009 року. Александра Дулгеру здобула титул в одиночному розряді.

## Переможниці та фіналістки

### Одиночний розряд
Александра Дулгеру —  Чжен Цзє, 6–3, 6–4

### Парний розряд
Вірхінія Руано Паскуаль /  Меган Шонессі —  Кара Блек /  Янь Цзи, 6–3, 6–4

## Учасниці

### Сіяні учасниці
| Гравчиня            | Країна                  | Рейтинг* | Сіяна |
| ------------------- | ----------------------- | -------- | ----- |
| Каролін Возняцкі    | Данія                   | 2        | 1     |
| Олена Дементьєва    | Росія                   | 6        | 2     |
| Лі На               | Китай (етимологія)      | 13       | 3     |
| Маріон Бартолі      | Франція                 | 15       | 4     |
| Чжен Цзє            | Китай (етимологія)      | 25       | 5     |
| Альона Бондаренко   | Україна                 | 26       | 6     |
| Катерина Бондаренко | Україна                 | 32       | 7     |
| Мелані Уден         | Сполучені Штати Америки | 37       | 8     |

- Рейтинг подано станом на 10 травня 2010.

### Інші учасниці
Нижче наведено учасниць, які отримали вайлд-кард на участь в основній сітці:
- Марта Домаховська
- Катажина Пітер

Нижче наведено гравчинь, які пробились в основну сітку через стадію кваліфікації:
- Грета Арн
- Ірина-Камелія Бегу
- Бояна Йовановські
- Цветана Піронкова

Гравчиня, що потрапила до основної сітки як щасливий лузер:
- Андрея Клепач